# زیردریایی کلاس آی-۱۲۱
زیردریایی کلاس آی-۱۲۱ (به انگلیسی: I-121-class submarine) یک کلاس از زیردریایی است که طول آن ۸۵٫۲۰ متر (۲۷۹ فوت ۶ اینچ) می‌باشد.